# Hatsushimo (tàu khu trục Nhật)
Hatsushimo (tiếng Nhật: 初霜) là một tàu khu trục hạng nhất thuộc lớp Hatsuharu bao gồm sáu chiếc của Hải quân Đế quốc Nhật Bản, được chế tạo trong những năm 1931-1933. Hatsushimo đã tham gia nhiều hoạt động tại Mặt trận Thái Bình Dương trong Chiến tranh Thế giới thứ hai trước khi bị chìm do trúng phải ngư lôi trong vịnh Miyazu vào ngày 30 tháng 7 năm 1945.

## Thiết kế và chế tạo
Việc chế tạo lớp tàu khu trục tiên tiến Hatsuharu được dự định để cung cấp cho Hải quân Đế quốc Nhật Bản những tàu khu trục nhỏ hơn và ít tốn kém hơn so với các lớp tàu khu trục Fubuki và Akatsuki trước đó, nhưng được trang bị vũ khí về cơ bản là tương đương. Những mục đích mâu thuẫn với nhau này tỏ ra vượt quá khả năng thiết kế tàu khu trục đương thời, nên hậu quả là những con tàu bị nặng đầu, mắc phải vấn đề độ ổn định nghiêm trọng và những yếu kém cố hữu trong cấu trúc. Mười hai tàu khu trục thuộc lớp này đã được chấp thuận cho chế tạo vào năm 1931 như một phần của cái gọi là Chương trình Bổ sung Vũ khí Hải quân Nhật Bản (1931) (Maru Ichi Keikaku); ba chiếc được đặt lườn vào năm tài chính 1931 và ba chiếc tiếp theo trong năm tài chính 1933. Tuy nhiên, sáu chiếc còn lại được chế tạo như những chiếc thuộc lớp Shiratsuyu.
Những tàu khu trục lớp Hatsuharu sử dụng cùng kiểu hải pháo 127 mm (5 inch)/50 caliber đã trang bị cho lớp Fubuki, nhưng mọi tháp pháo đều có thể nâng đến một góc 75°, cho phép dàn pháo chính có khả năng tối thiểu đương đầu với máy bay. Ngư lôi 610 mm Kiểu 90 được trang bị trên các ống phóng Kiểu 90 loại 2 ba nòng, được xoay bằng một hệ thống điện-thủy lực, và có thể xoay 360° trong vòng 25 giây; nếu hệ thống quay tay dự phòng được sử dụng, thời gian cần đến là hai phút. Mỗi ống phóng ngư lôi có thể nạp lại trong vòng 23 giây sử dụng dây tời. Hatsushimo được đặt lườn vào ngày 31 tháng 1 năm 1933 tại xưởng đóng tàu của hãng Uraga, được hạ thủy vào ngày 4 tháng 11 năm 1933 và đưa ra hoạt động vào ngày 27 tháng 9 năm 1934. Sau "Sự kiện Tomozuru" năm 1934 và "Sự kiện Hạm đội 4 " năm 1935, Hatsushimo được cho cải biến đáng kể để khắc phục những khiếm khuyết nói trên.

## Lịch sử hoạt động
Khi hoàn tất, Hatsushimo được phân về Hạm đội 2 Hải quân Đế quốc Nhật Bản. Trong cuộc Chiến tranh Trung-Nhật, từ năm 1937, Hatsushimo hỗ trợ cho cuộc đổ bộ lực lượng Nhật Bản lên Thượng Hải và Hàng Châu. Từ năm 1940, nó được phân công tuần tra và hỗ trợ việc đổ bộ lực lượng Nhật Bản lên miền Nam Trung Quốc, và tham gia vào cuộc Chiếm đóng Đông Dương thuộc Pháp.
Vào lúc xảy ra cuộc tấn công Trân Châu Cảng, Hatsushimo được phân về Hải đội Khu trục 21 của Đội 1 trực thuộc Không hạm đội 1 Hải quân Đế quốc Nhật Bản cùng với các tàu chị em Hatsuharu, Nenohi và Wakaba, và được giữ lại vùng biển nội địa Nhật Bản để tuần tra chống tàu ngầm. Từ cuối tháng 1 năm 1942, nó được bố trí vào lực lượng chiếm đóng Đông Ấn thuộc Hà Lan như một phần của "Chiến dịch H", hỗ trợ cho các hoạt động đổ bộ tại Kendari ở Sulawesi vào ngày 24 tháng 1, Makassar vào ngày 8 tháng 2, và Bali cùng Lombok vào ngày 18 tháng 2. Nó cùng với cả Hải đội Khu trục 21 quay trở về Xưởng hải quân Sasebo vào cuối tháng 3 để bảo trì.
Từ tháng 5 năm 1942, Hatsushimo được phân công hoạt động tại các vùng biển phía Bắc, và được bố trí từ Quân khu Bảo vệ Ōminato cùng với Hải đội Khu trục 21 và tàu tuần dương Abukuma như một phần của "Chiến dịch AL" hỗ trợ cho Lực lượng phía Bắc của Đô đốc Boshiro Hosogaya trong Chiến dịch quần đảo Aleut. Nó hoạt động tuần tra chung quanh các đảo Attu, Kiska và Amchitka cho đến giữa tháng 7. Sau khi quay về Xưởng hải quân Yokosuka một thời gian ngắn để bảo trì, nó tiếp tục tuần tra tại khu vực quần đảo Kuril, được bố trí từ Paramushiro hoặc Shumushu để đi đến Attu và Kiska, thực hiện nhiều chuyến đi vận chuyển hàng tiếp liệu và lực lượng tăng viện cho đến tháng 12.
Hatsushimo quay trở về Sasebo vào cuối năm 1942, và trong một đợt tái trang bị, khẩu hải pháo QF 2 pounder (40 mm) Mark II (pom pom) phía đuôi tàu được thay thế bằng một cặp pháo phòng không 25 mm Kiểu 96.
Hatsushimo quay trở lại vùng biển phía Bắc từ tháng 1 năm 1943, tiếp tục các nhiệm vụ tuần tra và vận tải tiếp liệu đến quần đảo Aleut. Vào ngày 26 tháng 3, nó tham gia trận chiến quần đảo Komandorski trong thành phần Hạm đội 5 Hải quân Đế quốc Nhật Bản, và đã tấn công bất thành lực lượng Hải quân Hoa Kỳ bằng ngư lôi ở tầm xa. Nó rút lui cùng với các tàu tuần dương Nachi và Maya vào cuối tháng 3.
Hatsushimo tái gia nhập Hạm đội 5 tại các vùng biển phía Bắc vào giữa tháng 5, hộ tống các đoàn tàu vận tải đi lại giữa Paramushiro và Ōminato cho đến cuối tháng 6. Đến tháng 7, nó tham gia vào việc triệt thoái lực lượng còn lại tại quần đảo Aleut trong thành phần của lực lượng bảo vệ, bao gồm các tàu khu trục Wakaba, Naganami, Shimakaze và Samidare. Vào ngày 26 tháng 7, nó đâm phải chiếc Wakaba ở phần mũi tàu làm con tàu chị em bị hư hại nặng, rồi đến lượt nó lại bị Naganami đâm trúng trong hoàn cảnh sương mù nặng, gây thiệt hại trung bình. Khi quay trở về Yokosuka để sửa chữa trong tháng 9, nó cũng được bổ sung radar Kiểu 22, tháp pháo "X" được tháo dỡ để trang bị thêm các khẩu phòng không 25 mm. Chiếc tàu khu trục quay trở lại hoạt động vào giữa tháng 10, khi nó hộ tống các tàu sân bay Ryūhō và Chitose đến Singapore và quay lại.
Từ ngày 24 tháng 11, Hatsushimo hộ tống tàu sân bay Hiyō từ Kure đến Truk ngang qua Manila, Singapore, Tarakan và Palau; rồi quay về Yokosuka cùng với các tàu sân bay Unyō và Zuihō vào cuối năm.
Đầu năm 1944, Hatsushimo được bố trí trực thuộc Bộ chỉ huy Hạm đội Liên hợp, và tiếp tục các nhiệm vụ hộ tống giữa Yokosuka và Truk. Nó quay trở về Sasebo vào ngày 14 tháng 4, nơi nó được bổ sung thêm các khẩu pháo phòng không 25 mm và thêm một radar Kiểu 22. Trong tháng 6, nó tham gia trận chiến biển Philippine trong thành phần Lực lượng Tiếp tế thứ nhất; rồi sau đó tiếp tục các hoạt động hộ tống giữa Nhật Bản và Philippine cho đến tháng 9. Trong một đợt tái trang bị và bảo trì tại Xưởng hải quân Kure, có thêm các khẩu pháo phòng không 25 mm và một bộ radar Kiểu 13 được bổ sung. Hatsushimo tiếp tục nhiệm vụ hộ tống và vận tải đến Philippine cho đến tháng 11.
Vào ngày 24 tháng 10 năm 1944, sau trận chiến vịnh Leyte, Hatsushimo cứu vớt 74 người sống sót từ chiếc tàu khu trục chị em Wakaba bị đánh chìm. Vào ngày 15 tháng 11 năm 1944, Hatsushimo được tái bố trí về Hạm đội 2 đảm nhiệm việc hộ tống tàu bè đi lại giữa Singapore và vịnh Cam Ranh ở Đông Dương thuộc Pháp cho đến cuối năm.
Vào tháng 2 năm 1945, Hatsushimo hộ tống các thiết giáp hạm Ise và Hyūga từ Singapore quay trở về Kure. Trong khi ở lại Kure, nó lại được bổ sung thêm pháo phòng không 25 mm. Vào tháng 4 năm 1945, Hatsushimo nằm trong thành phần hộ tống cho thiết giáp hạm Yamato trong Chiến dịch Ten-Go sau cùng của nó. Hatsushimo  đã không bị đánh trúng trong trận này, và đã cứu vớt những người còn sống sót của Yamato, tàu tuần dương Yahagi và tàu khu trục Hamakaze. Sau đó nó được điều về Maizuru để sử dụng như một tàu huấn luyện và tàu bảo vệ. Vào ngày 30 tháng 7 năm 1945, Hatsushimo trúng phải một quả thủy lôi trong khi đang lẩn tránh cuộc không kích của máy bay Hải quân Mỹ thuộc Lực lượng Đặc nhiệm 38 tại vịnh Miyazu, ở tọa độ 35°33′B 135°12′Đ / 35,55°B 135,2°Đ. Cuộc tấn công đã làm thiệt mạng 17 thành viên thủy thủ đoàn. Hatsushimo trở thành chiếc tàu khu trục cuối cùng của Hải quân Đế quốc Nhật Bản bị đánh chìm trong cuộc chiến tranh.
Ngày 30 tháng 9 năm 1945, Hatsushimo được rút khỏi danh sách Đăng bạ Hải quân.